# 주간 바로 알기 뉴스
주간 바로 알기 뉴스(週刊まるわかりニュース)는 NHK 종합 텔레비전에서 방송되고 있는 뉴스해설 프로그램이며 방송시간 매주 토요일 오전 9시부터 9시 30분까지 30분간 방송된다. 2018년 4월 7일에 첫방송되어 현재 방영을 하고 있다.